# 스티브 바스토니

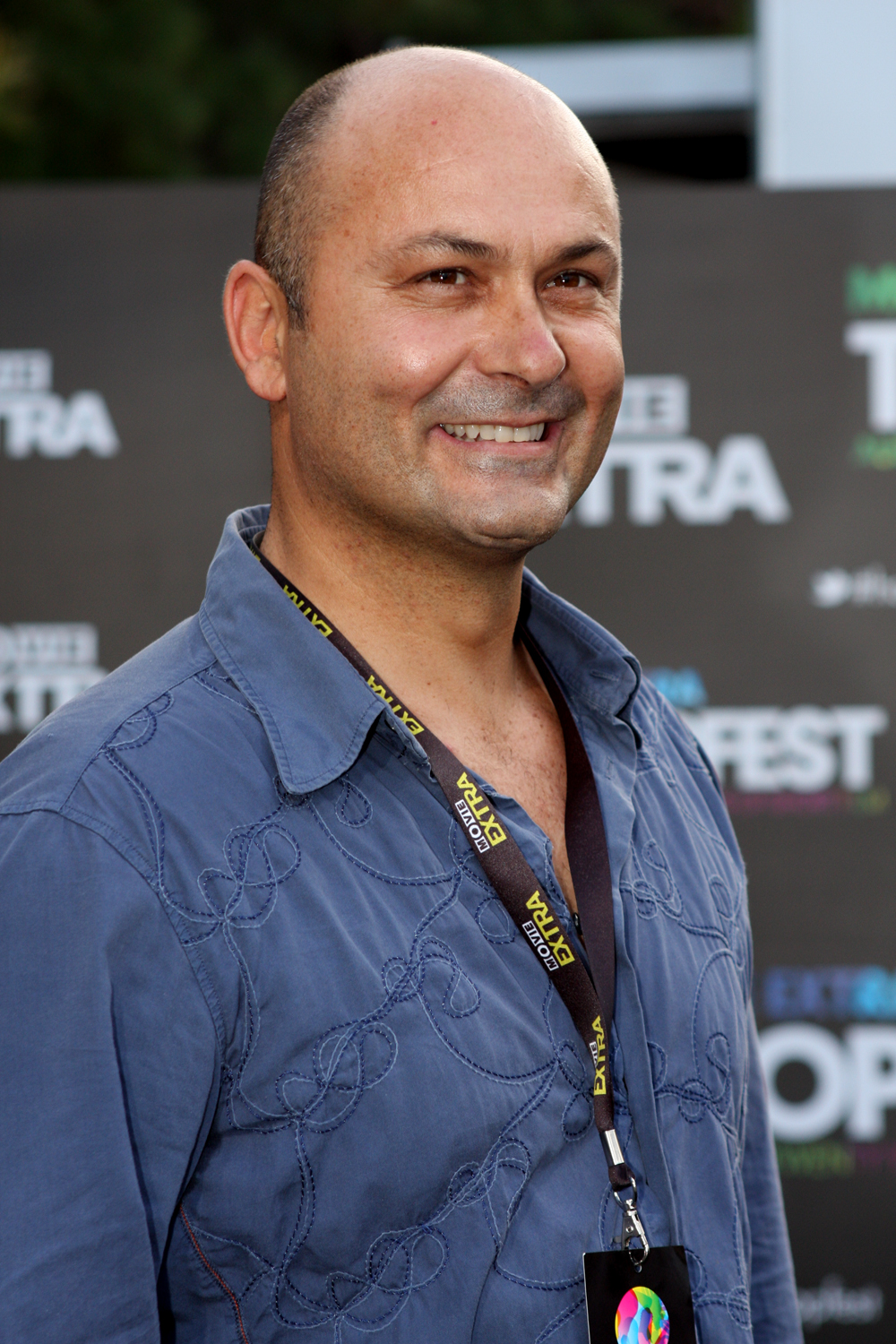

스티브 바스토니(Steve Bastoni, 1966년 3월 4일 ~ )는 오스트레일리아의 배우이다.
로마에서 태어났다.

## 출연 작품
- 포커 페이스 (2022년) - 폴 무치노 역
- 더 하프 데드 (2017년)
- 브로크 (2016년)
- 트루스 (2015년) - 길 슈워츠 역
- 워터 디바이너 (2014년) - 오메르 역
- 드리프트 (2013년) - 밀러 역
- 맥베드(영어판) (2006년)
- 서버번 레이디 (2006, Suburban Mayhem) - 앤드레티 형사 역
- 핑크! (2005년)
- 맨-씽 (2005년) - 르니 라로크 역
- 매트릭스 2: 리로디드 (2003년)
- 포세이돈 (2002년)
- 크로커다일 헌터 (2002년)
- 남태평양 (2001년)
- 펠라펠(영어판) (2001년)
- 그날이 오면 (2000년)
- 무단 경고 (1999년) - 아치 화이트로 역
- 지킬 박사와 하이드씨 (1999년)
- 15 아모르 (1998년)
- 현상수배 (1997, Wanted) - 리코 역
- 내츄럴 저스티스 (1995년)
- 폴리스 129 (1994년)
- 과외 수업 (1993, The Heartbreak Kid)
- 프랭키스 하우스 (1992년)
- 화이트 커넥션 (1989년)
- 사막의 용사 (1987년)

### 텔레비전
- 프리즈너 (1986, Prisoner) - 피터 매코맥 역
- 마피아 10년 전쟁 (2010, Underbelly)